# Pierre Bayonne
Pierre Bayonne (11 de junho de 1949) é um ex-futebolista profissional haitiano que atuava como defensor.

## Carreira
Pierre Bayonne fez parte do elenco histórico da Seleção Haitiana de Futebol, na Copa do Mundo de 1974, ele teve três presenças, e dois cartões amarelos.

## Ligações Externas
- Perfil em Fifa.com (em inglês)